# Henri de Monantheuil
Henri de Monantheuil, ou Henricus Monantholius, né à Reims en Champagne en 1536, mort à Paris en 1606, est un mathématicien et un médecin français, qui enseigna au Collège royal dès 1573 et fut également  doyen de la Faculté de Médecine de Paris. Élève de Ramus au Collège de Presle, il fut le maître d’Arithmétique & de Géométrie de Jacques-Auguste de Thou.

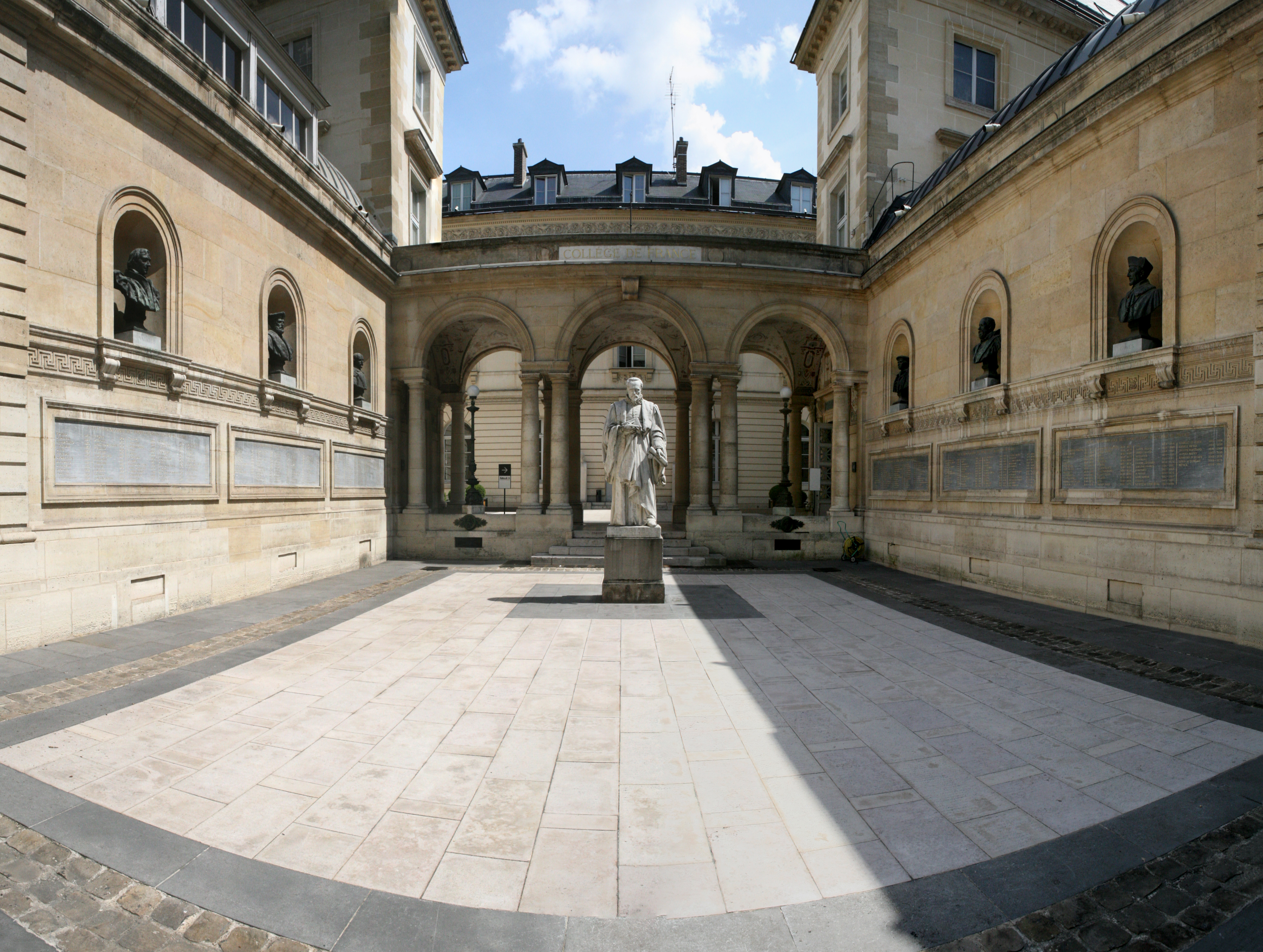
Cour intérieure du Collège de France, donnant sur la rue Saint-Jacques

## Biographie

### Médecin et Mathématicien
Originaire d'une famille aisée, possédant la terre de la Theuil dans le Vermandois en Picardie, il  fit ses études à l'université de Reims, nouvellement fondée par le cardinal Charles de Lorraine ; il y enseigna lui-même les humanités pendant quatre ans. Il vint ensuite à Paris, où il suivit les cours de Ramus, et étudia en même temps les mathématiques et la médecine. Ayant reçu le doctorat au sortir du collège de Presles, il fut d'abord professeur en médecine, puis il prit la tête de la faculté de médecine, mêlant la pratique à l'enseignement. 
Il devint professeur royal de mathématiques, mais sans rémunération, à partir de 1573. Son enseignement, solide et brillant était apprécié par ses élèves. Sur la recommandation de P. Brulart, secrétaire d'État, dont le fils était l'élève de Monantheuil, il fut nommé professeur de mathématiques au Collège royal; il prit possession de sa chaire, au commencement de l'année 1574, par un discours : Pro mathematicis artibus, qui fut imprimé.
En février 1574, après la mort de Charpentier, successeur de Ramus (et sans doute le commanditaire de son meurtre lors de la Saint-Barthélemy), Henri de Monantheuil s'adressa publiquement au Cardinal de Lorraine  en réclamant qu'on donnât un successeur  à Forcadel et à Charpentier au collège de France ; les mathématiques n'étaient plus enseignées nulle part mais pourtant on ne tint pas compte de son avis. Amyot s'opposa à sa nomination, comme contraire à l'usage qui ne permettait pas qu'une même personne cumulât deux emplois.
Rayé du tableau des professeurs, Monantheuil  réclama contre cette décision injurieuse ; ses collègues se réunirent pour présenter à Henri III une requête favorable à ses prétentions. Le secrétaire P. Brulart l'appuya  et il fut réintégré dans ses fonctions en 1577.

### La reconnaissance après 1577

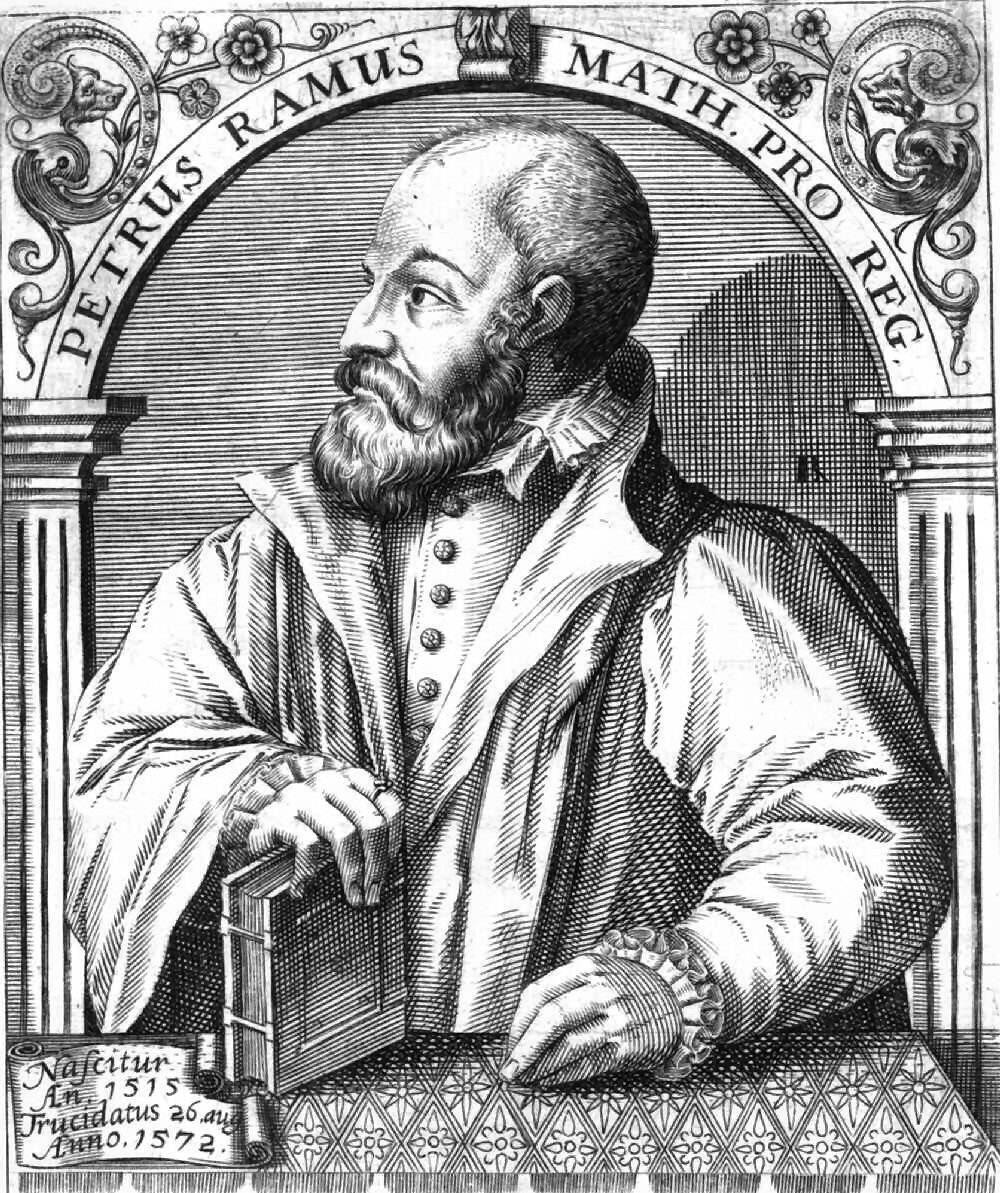
Pierre de la Ramée

Le 12 juillet 1576, la chaire de Ramus s'était enfin trouvée en position d'être pourvue et trois mois plus tard, Maurice  Bressieu l'avait emportée. Monantheuil récupéra de même la chaire d'Oronce Fine qu'avait occupé Forcadel ; la nomination de Jean Stadius quelque temps plus tard (sur la chaire initialement créée par Ramus pour Hamel, et dont avait hérité Charpentier) couronna le succès posthume de Pierre de La Ramée car ils avaient tous trois été ses élèves.
Henri de Monantheuil devint doyen de la faculté de médecine en remplacement de Claude Rousselet le 8 novembre 1578. Il se fixa six objectifs, dont celui d'expulser l'empirisme ; l'exercice de la médecine devint donc réservée dès le mois suivant (le 4 décembre) aux médecins agréés par la faculté.
Il plaida cette cause en particulier dans un procès retentissent, dirigé par Barnabé Brisson, contre le Sieur  Rivière dit Roch le Baillif, paracelsien, auteur de l'alchimique Demosterion, qui passait pour une sorte de mage, et duquel il prétendit triompher. Baillif, médecin du roi, se réclamait de Paracelse et non de Gallien, il avait des appuis puissants. Son procès dura fort longtemps, et Baillif, Sieur de Rivière, défendu par Étienne Pasquier, ne fut pas si aisément banni. Attaché au duc de Mercœur, ce médecin bénéficiait, en outre, du soutien populaire et le jugement du 2 juin 1579 qui lui interdit toute pratique ne fut jamais appliqué. Seule la peste de juin 1580 lui fit déserter la capitale et  s'installer à Rennes, sans être réellement condamné par la faculté.

### Sous la domination de la Ligue
En 1585, il est probable que ces oraisons pro-ramusienne aient attiré sur lui les foudres de la Ligue (tout au moins celle du duc de Mercœur). Comme à la même époque, le mathématicien François Viète, le roi Henri III le sacrifia-t-il à l'étoile montante du duc de Guise (le balafré) et aux pressions de la duchesse de Montpensier ? Il fit réimprimer à cette époque le placet que ses collègues  Jean de Cinquarbres, Louis Duret, (médecin royal) Nicolas Goulu, Jean Passerat (un des futurs collaborateurs de la Satire Ménippée), Jean Pelerin, Gilbert Genebrard (archevêque, professeur de langue hébraïque), et Jacques Helias avait envoyé au Roi pour le soutenir et demander son rétablissement dans ses fonctions.
Pendant la domination de la Ligue sur Paris, Monantheuil tenta de résister au pouvoir des seize. Il fut alors traité de médecin athée. Son zèle pour le roi l'avait rendu suspect aux ligueurs (chacun peut en juger par le Dialogue du Maheustre et du Manant (à la suite de la Satyre Ménippée) ; et il est probable que s'ils fussent restés plus longtemps les maîtres de Paris, il eût connu le sort de Barnabé Brisson. Sans doute avait on appris ce qu'en dit plus tard  Nicéron :
« On faisoit chez lui des Assemblées, où sous prétexte de parier de médecine et d'arithmétique, on cherchait les moyens de remettre cette ville entre les mains du Roi »

### L'oreille d'Henri IV
Monantheuil devint attaché à Henri IV comme il l'avait été à Henri III.
En 1595, il prononça un discours, imprimé à Paris, relativement à la constitution et la réorganisation du collège de France. Il exprima le vœu que l'on y mit  les portraits de tous ceux qui y avaient enseigné depuis soixante-cinq ans. 
« Peut-être, dit-il, serait-on obligé d'exclure Jean Dampestre, à cause de son incapacité reconnue »
Il énumère  après cela tous les autres lecteurs royaux excepté  Jacques Charpentier, assassin reconnu dont tout le monde exécrait la mémoire. Il avait fait assassiner pendant les troubles de la Ligue son collègue Ramus, leur maître, (et Denis Lambin qui en mourut de chagrin d'après les récits de Jacques Auguste de Thou et de Scévole de Sainte-Marthe).
Monantheuil, quoiqu'il n'ait pas laissé de son passage au Collège royal de grandes inventions, mérite sans doute mieux que l'image d'inertie qu'on a retenu des mathématiciens royaux de cette époque. Il refusa, semble-t-il, de prendre parti pour son ami Joseph Scaliger dans la querelle qui opposait l'humaniste à François Viète, et il apparaît que Monantheuil se montra souvent à la hauteur de l'héritage moderniste et humaniste que lui avait légué Pierre de la Ramée.

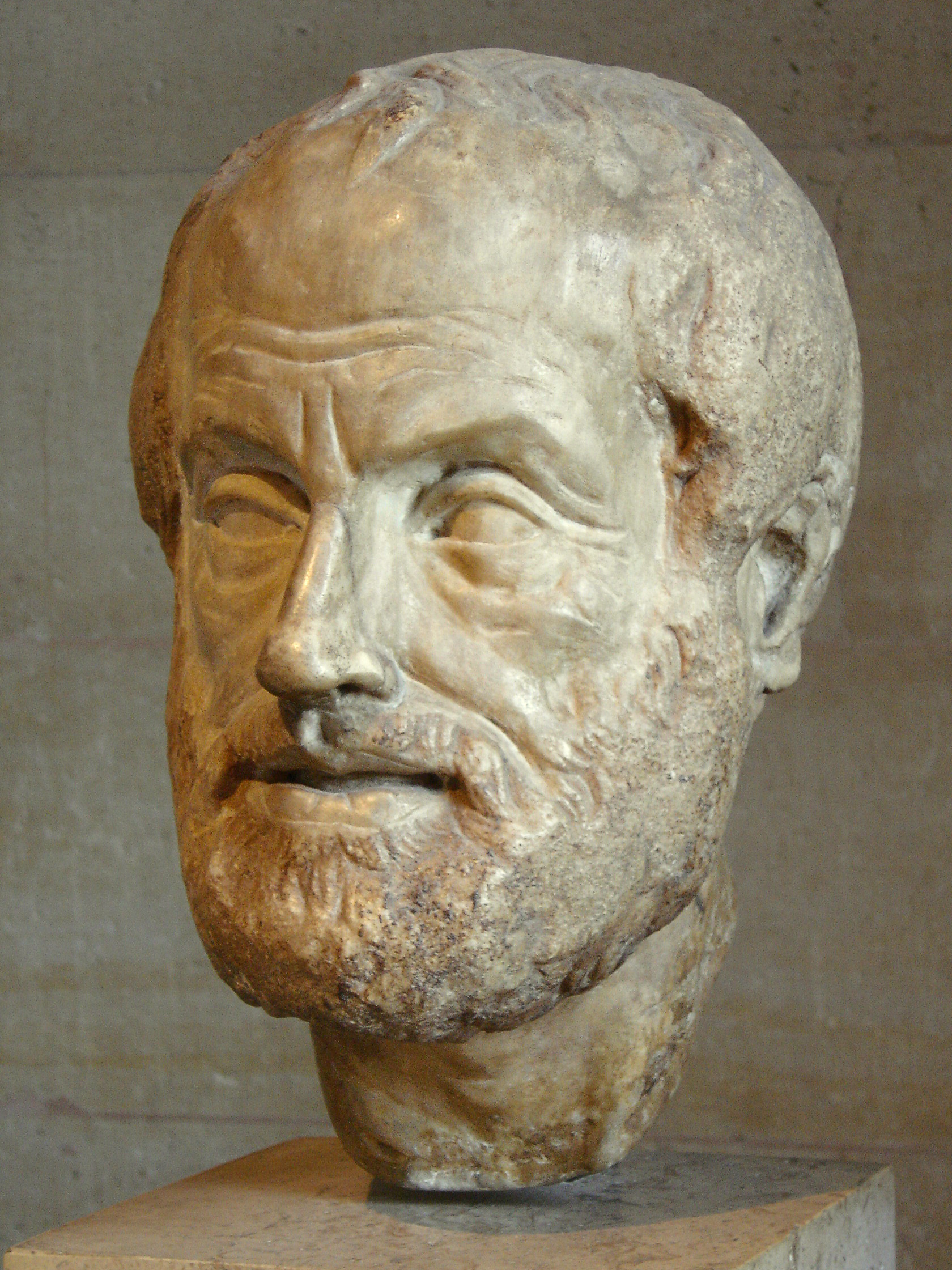
Aristote d'après Lysippe

Dans ses harangues à Henri IV, Monantheuil se montra comme un des premiers historiens du futur Collège de France ; il rêvait d'un lieu aéré, une sorte d'abbaye de Thélème, des logements pour les maîtres, un jardin des plantes, des démonstrateurs d'anatomie, une chapelle, l'adjonction de la bibliothèque royale... Henri IV répondit à son appel dans la mesure de ses moyens, et augmenta la rémunération des professeurs royaux de 100 livres. Il ne put cependant embaucher les 20 professeurs que souhaitait Monantheuil.
En 1597, Monantheuil, dans un livre adressé à Henri IV, résuma ses cours (royaux et ramistes) dans un Ludus Iatromethicus. Dans ce livre, après avoir résumé les connaissances des anciens, Monantheuil explique tout l'intérêt des disciplines scientifiques, et particulièrement des mathématiques (arithmétique, musique, optique et mécanique) dans la formation des médecins. Il évoque également l'astrologie, la position des planètes et leurs propriétés, qui à cette époque résumait à peu près tout le savoir autorisé en Astronomie. Il y donne également les thèmes astrologiques des rois François Ier, etc, Henri III forgés par les Capellani (physiciens royaux ruinés par la Saint-Barthélemy), et qu'il tenait de ses neveux.
Enfin, en 1599, dans sa mécanique traduite et commentée d'Aristote, Monantheuil affirma : 
« Dans les choses qui se produisent conformément à la nature sont admirables celles dont nous ignorons la cause, et dans celles qui se produisent au-delà de la nature toutes les choses qui, faites par art, sont utiles aux hommes. »

### Les dernières années
Pendant ces dernières années du siècle, d'autres médecins adeptes de Paracelse serviront dans l'entourage d'Henri IV, un second Sieur de Rivière (†1605), Joseph du Chesne (†1609) et le très talentueux Théodore de Mayerne (†1655). Ces médecins alchimistes avaient la confiance du roi, et celle d'Henri de Rohan ; Monantheuil ne put rien contre eux et sa fin de vie en fut sans doute assombrie. Trois ans après sa mort la faculté parvint à faire interdire les cours de Mayerne, mais le médecin-alchimiste garda la confiance d'Henri IV jusqu'à  l'assassinat de ce dernier (après quoi, par l'entremise des Rohan, il s'exila en Angleterre, et y devint le médecin de Jacques Ier).
La douceur de ses mœurs et son obligeance lui avaient mérité l'estime de tous les gens de lettres. Parmi ses amis particuliers, on comptait le garde des sceaux Guillaume du Vair. Parmi ses élèves, on comptait également  un savant : Pierre de Lamoignon et le fils du secrétaire d'État  P. Brulart. Monantheuil ne semble avoir eu que trois enfants : Thierry, qu'on prétendit mathématicien, mais qui embrassa la carrière juridique ; Charlotte, marié à Jérome Goulu (un petit-fils de Jean Dorat) ; et Catherine, qui épousa un nommé Pierre Roussel. Enfin, il mourut presque subitement, en 1606, à l'âge de 70 ans et fut inhumé dans l'église Saint-Benoît. Un petit-fils Goulu fit élever dans cette église un cénotaphe fastueux. Le frontispice représentait un temple chrétien, dont les colonnes portaient les noms des Monantheuil. Sur le devant se dressait une pyramide et à la base de cette pyramide les écussons  de la famille. Il fit graver dessus sa sépulture une épitaphe qui rappelait la vie du lecteur royal :
« Henricus Monantholius, Hieronymi Gulonii socer, Mathematicarum

Artium Professor Regius, Medicæ Scolæ Parisiensis Doctor Decanusque. 

Difficillïmis temporibus, et Regi et Patriæ addictissimus. Post varios in 

Aristotelem atque Hippocratem labores, dùm Mathesim universam edere parat ,
 
fato interruptus. Obiit 1606 , ætatis 70  »

## Les œuvres

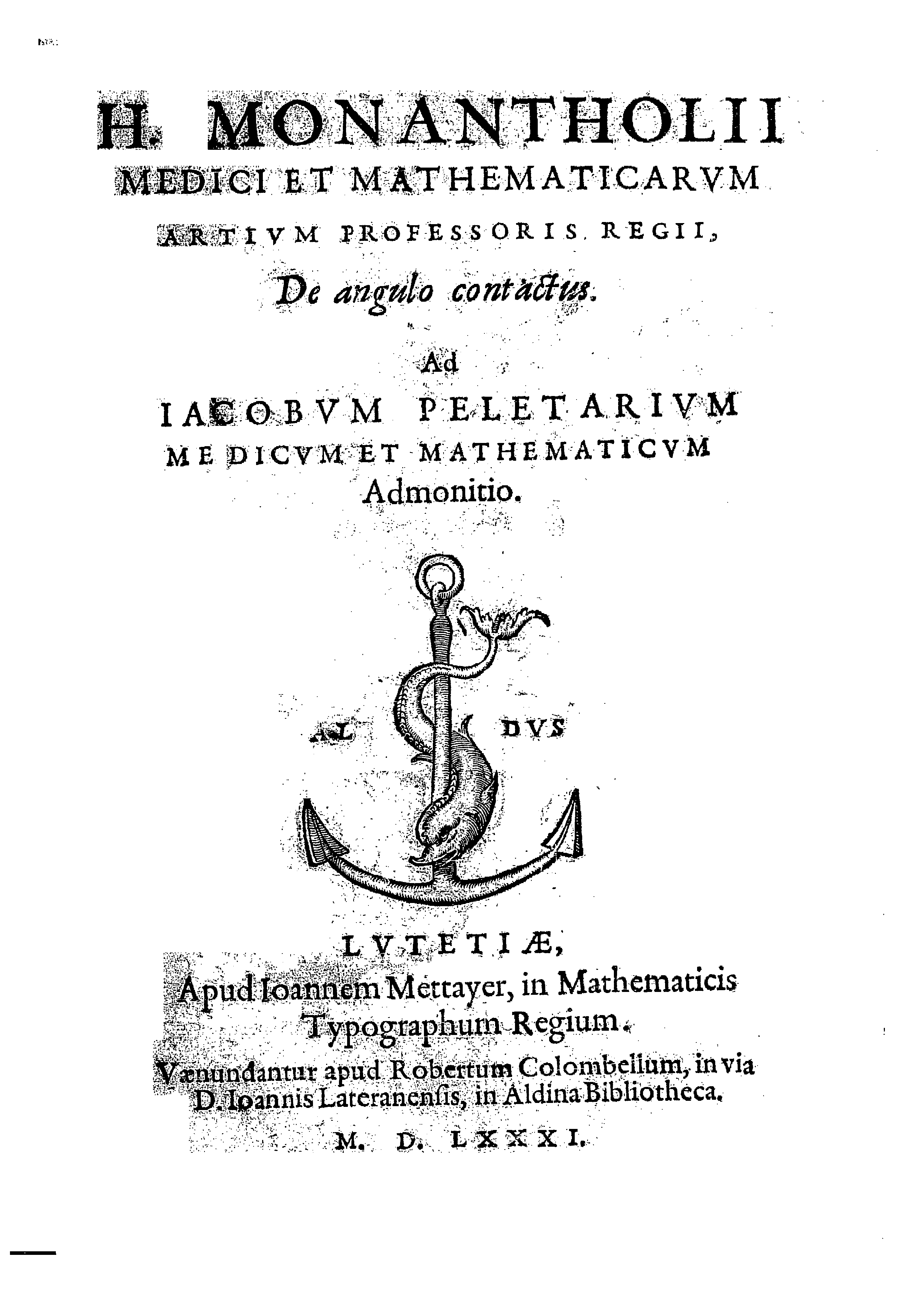
De angulo contactus, 1581

### Œuvres de jeunesse
- Ad Jacobum Hollerium Medicum clarissimum Henrici Monantholii Rhemi Carmen, chez Didier JACOT de Vandœuvre & Christophe BOURGEOIS de Conflant  et Jacques HOULLIER d’Étampes :
- Henricus Monantholius: Ad Jacobum Hollerium Carmen en 1565, poème latin édité et traduit par Bernard GINESTE.

### Œuvres mathématiques
- Oratio pro mathematicis artibus Parisiis habita ab Henrico Monantholio à Paris en 1574,
- De Angulo contactus. Ad Jacobum Peletarium... admonitio chez Jamet Mettayer en 1581
- Il publia surtout, à Paris en 1599, la Traduction Latine des Mécaniques d’Aristote : Monantheuil, Henri de, Aristotelis Mechanica, disponible ici

Cette mécanique, disponible ici : Mechanica, Aristoteles, Henri de Monantheuil préfigura les travaux de Galilée.
- Ludus iatromathematicus musis factus ab Henrico Monantholio Medico, & Mathematicarum Artium professore Regio ad averruncandum tres Academiae perniciosissimos hostes, en 1599, chez Benjamin Perrier ; disponible sur Gallica.
- De Puncto primo geometriae principio liber, authore Henrico Monantholio Medico, & Mathematicarum Artium professore Regio, ad Henricum Borbonium Primum Galliæ Principem, à Leyde en 1600 sur Gallica
- Problematis omnium quae a mille et ducentis annis inventa sunt nobilissimi demonstratio, à Paris, chez J. Perier, en 1600.
- Il laissa inachevé un manuscrit, l'Heptatecnon Mathematicum.

### Œuvres de circonstance
- Copie du placet présenté au Roy pour le rétablissement de Henry de Monanthueil signée : Jean de Cinquarbres, Louis Duret, Nicolas Goulu, Jean Passerat, Jean Pelerin, Gilbert Genebrard, Jacques Helias, à Paris, en 1585.

- Panegyricus Henrico IIII, Francorum et Navarrae regi chez François Morel, en 1594.(Panégyric de Henry IIII, roy de France et de Navarre, très-chrestien, très-invincible, très clément traduit en françois du latin, prononcé le 17 may 1594, par H. de Monanthueil (Reliure inconnue))
- Oratio qua ostenditur quale esse deberet Collegium professorum regiorum, ut sit perfectum atque absolutum, habita, chez François Morel, en 1594.
- De Jacobo Brissarto, consiliariorum regiorum decano... vita honorificentissima functo, ad ejus nepotem Jacobum Brissartum, abbatem Samprisium, à Paris en 1601.

## Liens et sources
1. 1 2  Charles Waddington : Ramus: Pierre de la Ramée, sa vie, ses écrits et ses opinions
2. 1 2  Ouvrage collectif Histoire Du Collège de France
3. ↑  Biographie de Baillif in Le monde médical à la cour de France
4. ↑  demosterion sur the alchimy web site
5. ↑   Allen George Debus : The French Paracelsians : The Chemical Challenge to Medical and Scientific
6. ↑  (en) Lynn Thorndike : History of Magic and Experimental Science, Partie 10
7. ↑   Egidio Festa et Sophie Roux (Centre Alexandre Koyré) 
 : Quelques Commentaires du prologue des questions mécaniques